# Імре Іжак
Імре Дьюла Іжак (угор. Izsák Imre Gyula, 25 лютого 1929, Залаегерсег, Угорщина — 21 квітня 1965, Париж, Франція) — угорський математик, фізик, астроном, спеціаліст з небесної механіки.

## Біографія
Його батько, Дьюла Іжак, викладав географію та біологію в Залаегерсегу. Його мати, Аранка Палфі, був учителем математики і фізики.

### Освіта
Іжак отримав базову освіту в Залаегерсезі. Після ранньої смерті матері, продовжив навчання в Нижньому реальному училищі у місті Кесег, де був під впливом вчителя географії та науки Жіларда Зерінварі (Szilárd Zerinváry), який пізніше став знаним своїми працями з астрономії.
Завдяки видатним математичним здібностям, Іжак був направлений на навчання до Військового кадетського інженерного училища Артура Гьоргея в Естергомі. Ближче до кінця Другої світової війни, весь його клас військових курсантів доставили до Німеччини, де він став військовополоненим. Восени 1945 року, після повернення в рідне місто з табору військовополонених, вступив до 6-го класу Середньої школи Ференца Деака (нині Середня школа Міклоша Зріні).Наступного року одночасно завершив 7-й і 8-й клас з видатними результатами й посів 1-е і 2-е місце в національних змаганнях з математики.
Здобув ступінь бакалавра в галузі математики та фізики в Університеті мистецтв і наук Лоранда Етвеша в Будапешті. Перебуваючи там, він жив у Коледжі Етвеша, житловому коледжі для елітних студентів університету. Під час другого року навчання він опублікував статтю, яка викликала полеміку, оскільки багато хто не міг повірити, що така праця з диференціальної геометрії була написана молодим студентом. Відвідуючи лекції Іштвана Фелдеса, він зацікавився небесною механікою. Під час навчання, Іжак працював асистентом в обсерваторії, що заснована Міклошем Конколі-Теге. Іжак продовжував працювати там після того, як він отримав диплом влітку 1951року. В обсерваторії працював під керівництвом Ласло Детре і Джулії Балаш.
У 1953 році влаштувався до обсерваторії Сабадсагегі. Пізніше викладав в Університеті мистецтв і наук в Сегеді.

### Вивчення небесної механіки
Іжака цікавила насамперед цікавила небесна механіка, зокрема, «задача трьох тіл» і «гравітаційне завдання N тіл». Він вивчав легкі викиди квазарів. Після захисту докторської дисертації і не звертаючи уваги на думку, що у небесній механіці немає невирішених питань, він повернувся до своєї улюбленої теми і почав працювати по розрахунках траєкторій ракет і супутників. Здійснити свої розрахунки на практиці було можливо тільки в Радянському Союзі або США; міжнародні зв'язки в Угорщині в той час були обмежені нечастими конференціями в Радянському Союзі. Тому в листопаді 1956 року під час Угорської революції, він скористався відкритістю кордонів і емігрував до Австрії.
Згодом вирушив до Швейцарії, де директор Цюрихської обсерваторії запропонував йому посаду. Він прибув до Цюриха 9 січня 1957 року. У квітні він став штатним дослідником в Інституті фізики Сонця. Крім своїх досліджень, він викладав астронавігацію і вимір часу для студентів. Почав вивчати англійську мову і став частиною міжнародної наукової спільноти. Його роботи з обчислення супутникових орбіт принесли йому запрошення на роботу у Цинциннаті, штат Огайо. Незабаром став одним з найавторитетніших фахівців з даної теми. Отримав нову пропозицію на посаду у Смітсонівській астрофізичній обсерваторії в Кембриджі, штат Массачусетс. Це був основний інститут для обробки орбітальних даних супутників в США. Робота, яку він почав в Кембриджі у 1959 році призвела до його найбільших успіхів. Він мав доступ до комп'ютерів, які здійснювали набагато точніші обчислення. Темп роботи був інтенсивним. Він і його колеги публікували одну працю за другою, і розширили сферу своєї роботи на геодезичне застосування супутників.
Кінцевою метою його обчислень було визначення точної форми Землі, яка, як вже давно було відомо, мала форму приблизного еліпсоїда обертання. Він використовував спостереження супутникових орбіт для обчислення відхилення від цієї форми. Класичною проблемою небесної механіки є обчислення орбіти місяця, враховуючи відомий розподіл маси. Він розв'язав зворотну задачу. Використовував гармонійне наближення у своїх розрахунках, тобто, піддав перебудові гравітаційне поле Землі з монополів, диполів, квадриполів і тощо, формі, що може не відповідати точно формі Землі, але має точно таке ж гравітаційне поле. Іжак обчислив, що форма екватора не є точним колом, а відхилятьсяся в бік приблизно на 400 м.
1 червня 1961 року Іжак офіційно опублікував свої розрахунки форми Землі та її поверхні. Вони привели його в центр наукової уваги і швидко принесли йому міжнародну популярність. Іжак отримав запрошення і читав лекції по всьому світу. Він продовжував наполегливо працювати, погодившись написати підручник для коледжу про рух супутників під час читання лекцій в Гарвардському університеті. Як підтвердження його досягнень, Іжака взяли на посаду головного наукового співробітника НАСА.

### Сім'я та смерть
Іжак одружився 7 червня 1962 року з Емілі Кемпел Брейді (Emily Kuempel Brady), викладачці англійської літератури у Бостонському університеті. Він став громадянином США 24 лютого 1964 року. Восени того ж року у нього народився син Ендрю.
У 1965 році Іжак вирушив на конференцію з супутникової геодезії в Парижі, де помер у готельному номері від серцевого нападу 21 квітня у 36 років. Похований 28 квітня в Кембриджі, штат Массачусетс.

## Вшанування
- Кратер Іжак на Місяці, 23,3 градуса південної широти, 117,1 градуса східної довготи. (На захід від подвійних кратерів Ціолковського і Фермі на іншій стороні Місяця).
- Астероїд 1546 Іжак. Виявлений Дьордем Куліном.
- У 2007 році на його честь названий Інститут астрофізики Імре Дьюла Іжака (Imre Gyula Izsák Astrophysics Institute) при Університеті мистецтв і наук Лоранда Етвеша в Будапешті.